# Catocala discolor
Catocala discolor là một loài bướm đêm trong họ Erebidae.